# Aphis crinosa
Aphis crinosa är en insektsart. Aphis crinosa ingår i släktet Aphis och familjen långrörsbladlöss. Inga underarter finns listade i Catalogue of Life.